# Reómetro

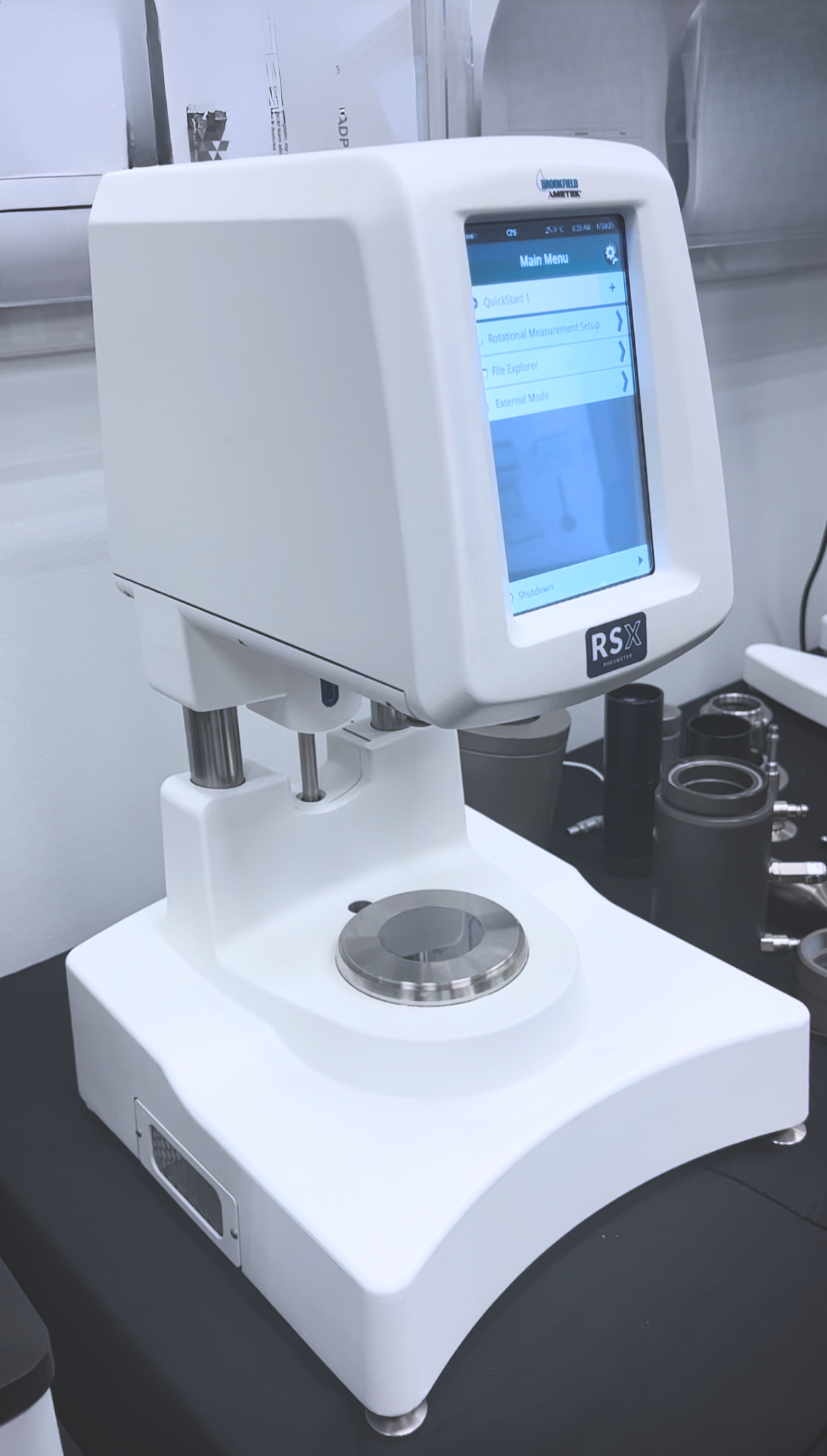
Reómetro Ametek Brookfield RSX

Un reómetro es un instrumento de laboratorio que se usa para medir la forma en que fluyen un líquido, mezcla o suspensión bajo la acción de fuerzas externas. Se emplea para fluidos que no pueden definirse con un único valor de viscosidad y por tanto requieren
más parámetros que los que puede proporcionar un viscosímetro. Mide la reología del fluido.
Las partes del reómetro son: cilindro giratorio, cilindro estacionario, resorte de restitución, dial de lectura, conjunto de engranajes, palanca posicionadora de velocidades (L600,L300), perilla, manivela y soporte.
A diferencia de un viscosímetro, que solo puede medir la viscosidad de un líquido en un rango limitado de condiciones, un reómetro es capaz de medir la viscosidad y la elasticidad de materiales no newtonianos en una amplia gama de condiciones. Algunas de las propiedades más importantes que se pueden medir incluyen la viscoelasticidad, el flujo de cedencia, la tixotropía, la viscosidad extensional, la tensión de fluencia y el comportamiento durante la relajación de la tensión, así como parámetros pertinentes del proceso como el hinchamiento de extrusión y las fracturas de fundido. 